# گوستاو ایفل
الکساندر گوستاو ایفل (به فرانسوی: Gustave Bönickhausen dit Eiffel) (به انگلیسی: Gustave Eiffel) (۱۵ دسامبر ۱۸۳۲ – ۲۷ دسامبر ۱۹۲۳) یک مهندس ساختمان، معمار و متخصص سازه‌های فلزی فرانسوی بود. شهرت وی به جهت طراحی برج ایفل است.
گوستاو ایفل در دیژون زاده شد و در پاریس درگذشت.

## تولد و تحصیلات
برج ایفل (فرانسه) و مجسمه آزادی (ایالات متحده) دو نمونه از برجسته‌ترین سازه‌های فلزی در تمام دوران هستند.
این کارهای فوق العادهٔ هنری نماد افتخار و غرور ملی برای کشورهایشان هستند. هر دو ی این سازه‌ها توسط «گوستاو ایفل» طراحی شده‌اند. دربارهٔ زندگی ایفل اطلاعات زیادی در دست نیست؛ به غیر از اینکه او در شهر «دیژون» در سال ۱۸۳۲ به دنیا آمد، سپس در سال ۱۸۵۰ تعدادی دوره‌های آموزشی پیشرفته در دانشگاه پلی تکنیک گذراند ولی موفق به قبولی در امتحانات سال اول نشد ولی بعدها در دانشگاه مرکزی هنر و ساخت و تولید ثبت نام کرد. جایی که موفق به دریافت مدرک دیپلم در رشته مهندسی شیمی شد. همان سالی که پاریس میزبانی جشنواره جهانی اول را بر عهده داشت. گوستاو حرفه خود را با کار کردن بر روی پروژه پل بزرگ راه‌آهن «بوردو» در جنوب غربی فرانسه آغاز کرد. پس از کار کردن بر روی چندین پروژه مختلف دیگر، گوستاو از خود به عنوان یک «سازنده»، متخصص سازه‌های فلزی نام برد. به زودی از او به عنوان «جادوگر فلز» نام برده شد! او در خلال سال‌های طولانی حرفهٔ خود، هزاران سازه دیگر را در سرتاسر دنیا به اتمام رساند.

## زندگی شغلی
در سال ۱۸۵۶ گوستاو ایفل اولین مأموریت بزرگ مهندسی خود را دریافت کرد. پل فلزی راه‌آهن بر روی رودخانه «گارون» در بوردو، تنها در ۲۶ سالگی! کنترل تمام پروژه به دست ایفل داده شده بود. استفاده از هوای فشرده برای ساختن پایه‌های پل، کاربردی نوین از این فناوری در فرانسه بود. تمایل او برای نظارت نزدیک از تمامی مراحل کار نیز از قبل در این پروژه مشخص بود. زمانی که کار پل در سال ۱۸۶۰ به اتمام رسید، کارگران آنقدر به خاطر مشارکت شخص ایفل در کار خشنود و سپاس‌گزار بودند که به او مدالی اعطا کردند. بعدها او در حومه شهر پاریس در اواخر سال ۱۸۶۶ شرکت خود را تأسیس کرد. بیشتر درآمد ایفل حاصل بود از ساخت پل‌های کوچکی که معمولاً به آسیا و اروپای شرقی صادر می‌شد. همزمان با ساخت پل‌های بسیار، درمیان سال‌های ۱۸۶۷ تا ۱۸۶۹، گوستاو، چهار پل بزرگ بر روی دره رود در جنوب فرانسه ساخت. یکی از آن‌ها به‌طور مشخص پلی بر روی رودخانه سیکول بود.
در دهه ۱۸۷۰ ایفل به شکل فزاینده‌ای پروژه‌های جاه طلبانه و بلند پروازانه‌ای را قبول کرد که بیشتر آن‌ها در خارج از فرانسه بودند. یکی از نمونه‌های نادر از کارهای او (که جنبه تاریخی و یادمان دارد) در زندگی حرفه‌ای او، «ایستگاه مرکزی قطار» در «پِست» (امروزه آن را به اسم بوداپست می‌شناسیم پایتخت مجارستان) به نمایندگی راه‌آهن ملی اتریش می‌باشد.
این ایستگاه به صورت قابل توجهی از روی رسم کلی [ایفل] در برجای گذاشتن سهم قابل توجهی از ساختمان فلزی که در نمای ساختمان دیده می‌شد، مشخص بود. برای مناقصه پروژه «پونته دونا ماریای یک»، پلی بر روی رودخانه «دورو» در «اوپورتو»، ایفل به خاطر اینکه در طراحی او از مواد و متریال استفاده بهینه تری می‌شد، در نهایت توانست قیمت کمتری پیشنهاد دهد و بر چندین کمپانی بزرگ چیره شود. ایفل دوباره تمام مراحل کار را در ساخت پل دونو، شخصاً نظارت کرد، پلی که در آن زمان بزرگ‌ترین پل غیرمعلق در جهان بود. طراحی آن بعدها در بسیاری از سازه‌های ساخت ایفل تکرار شد. مهم‌ترین آن‌ها پل راه‌آهن «گارابیت»، بر روی رودخانه «تروییر»، در جنوب کلرمونت-فراند که در سال ۱۸۸۴ به اتمام رسید می‌باشد.

## مجسمه آزادی
در سال ۱۸۸۵ (میلادی) گوستاو ایفل پروژه جدیدی را شروع کرد. بانویی نسبتاً بزرگ با نام «مجسمه آزادی» که قرار بود به عنوان هدیه از طرف مردم فرانسه به ایالات متحده، به عنوان نمادی از دوستی بین‌المللی داده شود. ایفل یکی از بزرگ‌ترین ایده پردازها در پس پروژه بانوی آزادی، به همراه «فردریک آگوست بارتولدی» و «ریچارد ام هانت» بود. ایفل اسکلت آهنی داخل مجسمه آزادی را طراحی کرد. او همچنین نظارت جایگذاری مجسمه را نیز بر عهده گرفت. او محاسبه کرد چقدر فشار بر روی هر اتصال قرار خواهد گرفت و اینکه چگونه وزن مجسمه را پخش کند و برای سرهم کردن قطعات مختلف بانوی بزرگ دستورالعملی تهیه کرد تا ایمنی و عمر مجسمه را به حداکثر برساند. ایفل تمام این کارها را بسیار اقتصادی انجام داد به گونه‌ای کسی تا به امروز روش بهتری ارائه نداده‌است. گوستاو ایفل فهم منحصربه‌فرد و بی‌سابقه‌ای از ریاضی و علوم داشت و از تمام توانایی‌هایش استفاده کامل را برد.

## برج ایفل
در طول عمر خود و در طی ساخت مجسمه آزادی، او دنیا را برای سازه‌ها و آسمان خراشهای مدرن آماده کرد. احتمالاً یکی از بزرگ‌ترین ساختمانهای ساخت ایفل که ما می‌شناسیم، همانی است که نام خود او را بر خود دارد؛ «برج ایفل».
برج ایفل برای نمایشگاه جهانی پاریس در سال ۱۸۸۹ برای برگزاری بزرگداشت یکصدمین سالگرد انقلاب فرانسه ساخته شده بود. از بین ۷۰۰ طرح پیشنهادی که در مسابقه طراحی به ثبت رسیده بود، طرح گوستاو ایفل به اتفاق آرا انتخاب شد.
ساختن برج بزرگ در اول ژوئیه سال ۱۸۸۷ شروع شد. ایفل برنامه اجرایی کارگرانش را برای رسیدن به کمال تنظیم کرد.
طراحی بسیار دقیق و ساختمان برج به هیچ اصلاحی احتیاج نداشت.
گوستاو ایفل توانایی قابل توجه خود را در ریاضیات و علوم در برج ایفل به نمایش گذاشت. او فاصله بین دو میلیون و پانصد هزار میخ پرچ به کار رفته در برج را تا یک واحد میلیمتری برای فشارهای باد در تمام ارتفاعات اندازه‌گیری کرد تا برج بتواند در برابر همه آن‌ها ایستادگی کند. همچنین محاسبات منحنی شاه تیر اصلی را انجام داد تا کشش و فشار باد به نیروهای درهم فشردگی تبدیل شود تا باد، زیربنای برج را تحت تأثیر قرار ندهد. این روش‌ها الهام بخش معماران و مهندسان اَبَر آسمان خراشهای معاصر همانند برج‌های مرکز تجارت جهانی بودند.
همراه با موفقیت‌های بسیار ایفل، او چند ناکامی بزرگ نیز داشت. شرکت کانال پاناما که ایفل را برای ساختن ده قفل مأمور کرده بود، در سال ۱۸۸۹ دچار ورشکستگی اقتصادی شد. نقشه‌های به‌خصوص او برای یک خط آهن زیرزمینی کم هزینه برای پاریس که در سال ۱۸۹۰ ارائه شدند، همانند نقشهٔ تقریباً ماجراجویانهٔ او در همان سال، برای احداث یک تونل زیر دریایی از میان کانال انگلیس، نادیده گرفته شدند.

## مرگ
در سال‌های آخر عمر، ایفل خود را وقف مطالعات نظری در زمینه مقاومت باد، علم هواشناسی و آیرودینامیک کرد و به کرات برج ایفل را محل آزمایش‌های خود قرار داد. در سال ۱۹۱۲ او یک لابراتوار تجربی در «اوتِی» تأسیس کرد؛ جایی که او تا سال ۱۹۲۰ در آن به ادامه کار مشغول شد. گوستاو ایفل در نهایت در ۲۷ دسامبر سال ۱۹۲۳ در عمارت مسکونی خود در «رو رابوله» پاریس درگذشت.
گوستاو ایفل یکی از با نفوذترین معماران زمان خودش بود. کارهای او انقلابی در زمینه روشی که ساختمان‌ها ساخته می‌شدند ایجاد کرد و راه را به سمت قراردادهای مدرن رهنمون شد.
طراحی‌های ایفل تأثیر به سزایی بر جنبه‌های اجتماعی، اقتصادی و سیاسی دنیا داشت. سازه‌های او به عنوان کارهای هنری همراه باجنبه‌های کاربردی دیده می‌شوند. کارهای او بر روی مجسمه آزادی، برج ایفل و کانال پاناما، سببی شد تا نام او برای همیشه در یاد مانده شود. گوستاو ایفل نه تنها یک معمار عالی بود، بلکه یک طراح و یک محقق بزرگ نیز بود.
تحقیقات بسیاری از مباحثی که امروزه در زمینه آیرودینامیک یاد داده می‌شوند، به وسیله خود ایفل انجام شده‌اند.